# The Flame Within
 The Flame Within és una pel·lícula estatunidenca escrita i dirigida per Edmund Goulding. Protagonitzada per Ann Harding, Herbert Marshall, Maureen O'Sullivan, Louis Hayward, Henry Stephenson i Margaret Seddon. Es va estrenar el 17 de maig de 1935, produïda per la Metro-Goldwyn-Mayer.

## Argument
Lillian Belton intenta suïcidar-se prenent una sobredosi de drogues, de manera que el seu metge, Gordon Phillips, l'envia al psiquiatre Mary White per tractament. Lillian crida a Jack Kerry des de l'oficina de Mary i després tracta de saltar per la finestra, sent aturada per Mary, que descobreix que Jack és la raó del patiment de Lillian. Jack està alcoholitzat i no es preocupa per Lillian, que l'estima. Mary convenç a Jack per entrar en un programa de rehabilitació. Després de vuit mesos, Jack està aparentment curat, però ha desenvolupat una forta estima per Mary, que li recorda com l'estima Lillian. Així, Lillian i Jack es casen i són aparentment feliços.

## Repartiment
- Ann Harding: doctora Mary White
- Herbert Marshall: doctor Gordon Phillips
- Maureen O'Sullivan: Linda Belton
- Louis Hayward: Jack Kerry
- Henry Stephenson: doctor Jock Frazier